# Астафьев, Владимир Семёнович
Владимир Семёнович Астафьев (1865—1918) — русский военный деятель, полковник (1916). Герой Первой мировой войны.

## Биография
В 1883 году после получения образования в военной прогимназии вступил в службу. С 1889 года после окончания Алексеевского военного училища по I разряду произведён в подпоручики и выпущен в Московский 8-й гренадерский полк. В 1893 году произведён  в поручики, в 1900 году в штабс-капитаны, в 1901 году в капитаны. С 1904 года участник Русско-японской войны, командовал ротой.  За боевые отличия в этой компании был награждён орденами Святой Анны 3-й и 4-й степени с мечами и Святого Станислава 3-й степени с мечами и бантом.
С 1906 года офицер состоящий при Московском 3-м кадетском корпусе, в 1908 году произведён в подполковники.

С 1914 года участник Первой мировой войны, штаб-офицер, с 1916 года полковник Сибирского 22-го стрелкового полка.  Высочайшим приказом от 24 декабря 1916 года  за храбрость был награждён орденом Святого Георгия 4-й степени: 
За то, что в бою у ф. Марисинъ в ночь с 11 на 12 сентября 1915 года, командуя батальоном, вызванным из дивизионного резерва для оказания помощи отошедшему под натиском противника одному из полков, бывшему в окопах первой линии, лично повёл свой батальон в атаку, выбил противника из оставленных окопов и восстановил положение, выручив тем дивизию от грозившей ей опасности и взяв при этом пленных одного офицера и 75 нижних чинов германцев
После Октябрьской революции 2 августа 1918 года расстрелян большевиками в Москве.

## Награды
- Орден Святого Станислава 3-й степени с мечами и бантом (1905)
- Орден Святой Анны 3-й степени с мечами и бантом (1905)
- Орден Святой Анны 4-й степени «За храбрость» (1905)
- Орден Святого Станислава 2-й степени с мечами (ВП 01.08.1916)
- Орден Святого Владимира 4-й степени с мечами и бантом (1913; ВП 19.05.1916)
- Орден Святого Владимира 3-й степени с мечами (ВП 30.08.1916)
- Орден Святой Анны 2-й степени с мечами (ВП 12.11.1916)
- Орден Святого Георгия 4-й степени (ВП 24.12.1916)